# Saint-Pey-d’Armens
Saint-Pey-d’Armens – miejscowość i gmina we Francji, w regionie Nowa Akwitania, w departamencie Żyronda. Nazwa miejscowości pochodzi od imienia św. Piotra.
Według danych na rok 1990 gminę zamieszkiwały 304 osoby, a gęstość zaludnienia wynosiła 72 osób/km² (wśród 2290 gmin Akwitanii Saint-Pey-d’Armens plasuje się na 876. miejscu pod względem liczby ludności, natomiast pod względem powierzchni na miejscu 1472.).